# 列寧斯克-庫茲涅茨基區
54°39′28″N 86°09′30″E / 54.65778°N 86.15833°E

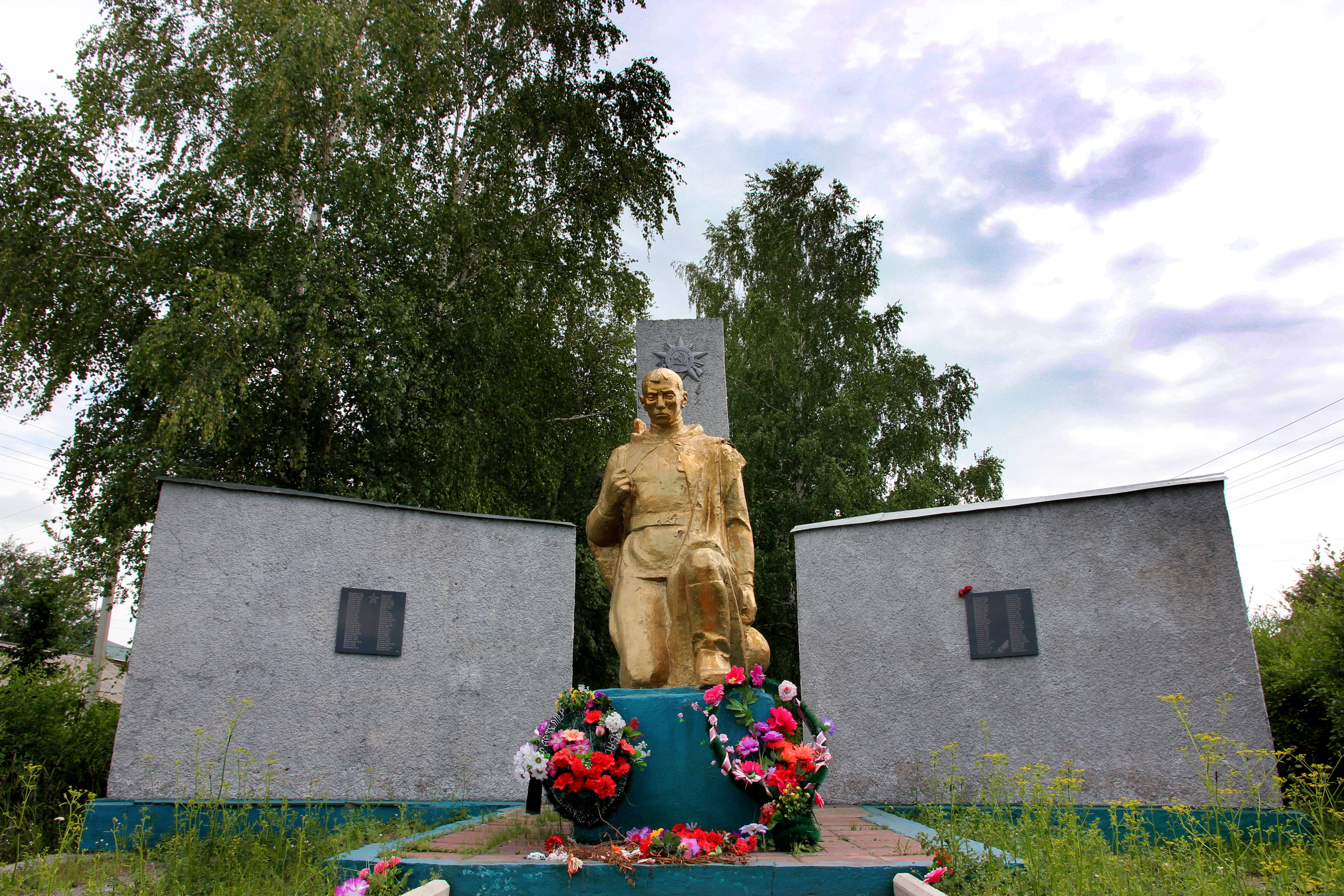

列寧斯克-庫茲涅茨基區（俄语：Ленинск-Кузнецкий район），是俄羅斯的一個區，位於該國南部，由科麥羅沃州負責管轄，面積2,356平方公里，2010年人口23,760，人口密度每平方公里10.08人。